# بویکوایر (فیلم)
بویکوایر (به انگلیسی: Boychoir) فیلمی است محصول سال ۲۰۱۴ و به کارگردانی فرانسیس جیرارد است. در این فیلم بازیگرانی همچون داستین هافمن ، کتی بیتس ، دبرا وینگر ، ادی ایزارد ، کوین مک‌هیل ، جاش لوکاس ، ریور الکساندر ، جانین دیویتا ایفای نقش کرده‌اند. داستان این فیلم مربوط به نوجوان دوازده ساله ای است که برای دوری از شرایط خاص خانوادگی اش، توسط پدرش به فعالیت در یک گروه کُر سپرده میشود.